# Once Upon a Summertime (альбом Аниты О’Дэй)
Once Upon a Summertime — сборный концертный альбом американской певицы Аниты О’Дэй, выпущенный в 1973 году на её собственном лейбле Anita O’Day Records, в следующем году был издан в Японии на лейбле Trio Records, а в 1982 году был издан в Великобритании на лейбле Glendale Records с другой обложкой и изменённым трек-листом.
Точная дата и место записи всех треков неизвестна, но в автобиографии О’Дэй High Times, Hard Times, указывается дата конец 1960-х. Однако известно, что вся первая сторона оригинальной пластинки (первые шесть треков, а также трек «The Girl from Ipanema») была записана в июне 1963 года на концерте в Стокгольме, Швеция, и эти записи были её последними до 1970 года из-за личных проблем. При переиздании альбома в Великобритании было добавлено несколько треков из сессий 1975—76 годов.

## Отзывы критиков
| Оценки критиков                     | Оценки критиков |
| Источник                            | Оценка          |
| ----------------------------------- | --------------- |
| AllMusic                            | [ 2 ]           |
| Encyclopedia of Popular Music       | [ 3 ]           |
| The Rolling Stone Jazz Record Guide | [ 4 ]           |

Скотт Яноу в своей рецензии для AllMusic написал: «Этот альбом определенно является перехо́дным для Аниты О’Дэй. Хотя её голос был не таким молодым, на тот момент О’Дэй всё ещё была в хорошей форме, что сделало этот альбом достойным приобретением для ее поклонников».

## Список композиций

### Оригинальное издание 1973 года
1. «Sweet Georgia Brown» (Бен Берни, Кеннет Кейси, Масео Пинкард) — 2:45
2. «Let’s Fall in Love» (Коул Портер) — 2:55
3. «Honeysuckle Rose» (Энди Разаф, Фэтс Уоллер) — 3:05
4. «Yesterdays» (Джером Керн, Отто Харбах) — 3:30
5. «Boogie Blues» (Ремо Бьонди, Джин Крупа) — 4:05
6. «Tea for Two» (Ирвинг Сизар, Винсент Юманс) — 4:10
7. «Once Upon a Summertime» (Эдди Барклай, Мишель Легран, Эдди Марни, Джонни Мерсер) — 1:55
8. «The Girl from Ipanema» (Норман Гимбел, Антониу Карлос Жобин, Винисиус ди Морайс) — 2:43
9. «Is You Is or Is You Ain’t My Baby?» (Билл Остин, Луи Джордан) — 4:20
10. «Soon It’s Gonna Rain» (Харви Шмидт, Том Джонс) — 3:25
11. «Anita’s Blues» (Анита О’Дэй) — 3:17
12. «A Nightingale Sang in Berkeley Square» (Эрик Машвиц, Мэннинг Шервин) — 2:30

Участники записи
- Бас — Рамон Диланг (треки 1-6, 12), Джон Дана (6, 7, 11), Ред Вутен (8), Кенни Сиферт (10)
- Вокал — Анита О’Дэй
- Ударные — Джон Пул
- Фортепиано — Джордж Ингдал (1-6, 12), Кирк Лайтси (7, 8, 11), Рэй Дьюи (9), Бетти Лу (10)

### Переиздание 1982 года
1. «Sweet Georgia Brown» (Бен Берни, Кеннет Кейси, Масео Пинкард) — 2:45
2. «Love for Sale» (Коул Портер) — 3:10
3. «S’Wonderful» (Джордж Гершвин, Айра Гершвин) — 3:08
4. «They Can’t Take That Away from Me» (Джордж Гершвин, Айра Гершвин) — 1:45
5. «Boogie Blues» (Ремо Бьонди, Джин Крупа) — 4:05
6. «Tea for Two» (Ирвинг Сизар, Винсент Юманс) — 4:10
7. «Once Upon a Summertime» (Эдди Барклай, Мишель Легран, Эдди Марни, Джонни Мерсер) — 1:55
8. «The Girl from Ipanema» (Норман Гимбел, Антониу Карлос Жобин, Винисиус ди Морайс) — 2:43
9. «Is You Is or Is You Ain’t My Baby» (Билл Остин, Луи Джордан) — 4:20
10. «Night and Day» (Коул Портер) — 1:55
11. «Anita’s Blues» (Анита О’Дэй) — 3:17
12. «A Nightingale Sang in Berkeley Square» (Эрик Машвиц, Мэннинг Шервин) — 2:30

Участники записи
- Бас — Джордж Морроу (2, 10), Ленни Буш (3, 4), Ред Вутен
- Вокал — Анита О’Дэй
- Фортепиано — Стэн Трейси (3, 4), Рэй Дьюи (9)